# 云杉花蟹蛛
云杉花蟹蛛（学名：Xysticus piceana）为蟹蛛科花蟹蛛属的动物。在中国大陆，分布于新疆等地，常生活于云杉林间草丛中。该物种的模式产地在新疆。